# المدرسة الدولية البريطانية (موسكو)
المدرسة الدولية البريطانية (بالإنجليزية: British International School of Moscow)‏ هي مدرسة دولية خاصة تقع في موسكو، روسيا.

## الروابط الخارجية
- المدرسة الدولية البريطانية في موسكو
- المدارس الدولية في موسكو